# سكوليمس
السكوليمس أو السنًارية أو الإسكُوليموس أو الشوكة الصفراء أو السَّقوليمُس أو القُرْنُون (باللاتينية: Scolymus) جنس نباتي يتبع الفصيلة النجمية أو المركبة (باللاتينية: Asteraceae) ويضم نوعين مقبولين وأحد عشر نوعا لم يحسم أمرها بعد.

## من أنواعهالواطنةفيالوطن العربي
- السكوليمس الإسباني (باللاتينية: Scolymus hispanicus)  في بلاد الشام ومصر والمغرب العربي وأوروبا والقوقاز
- السكوليمس كبير الأزهار (باللاتينية: Scolymus grandiflorus) في المغرب العربي والشام وفرنسا وإيطاليا وتركيا
- السكوليمس المبقع (باللاتينية: Scolymus maculatus)  في الشام ومصر والمغرب العربي وبعض مناطق حوض البحر الأبيض المتوسط

## معرض صور

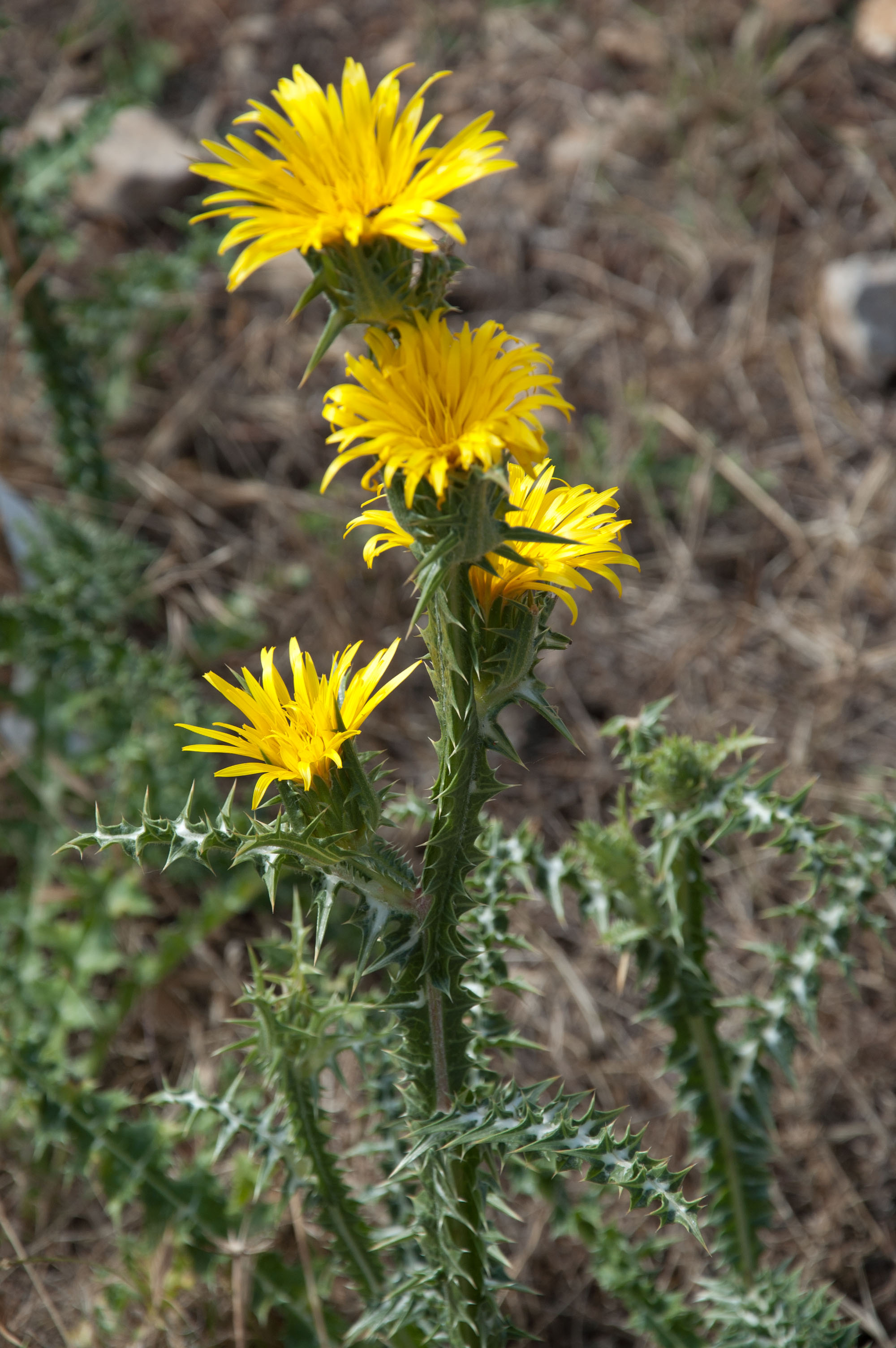
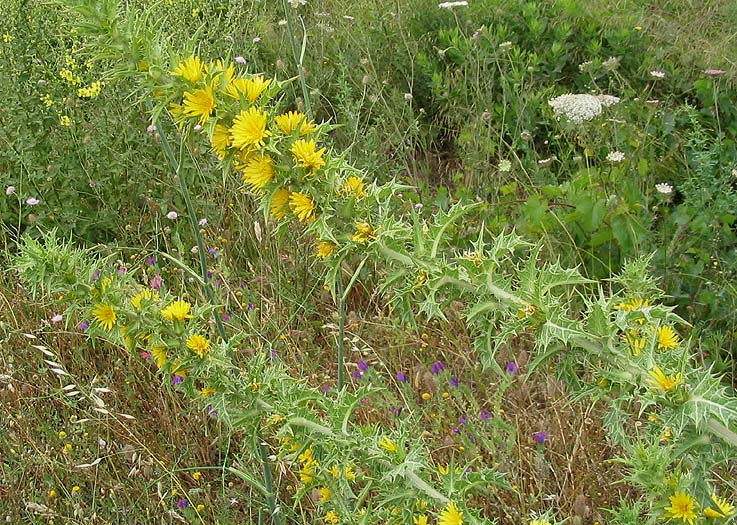
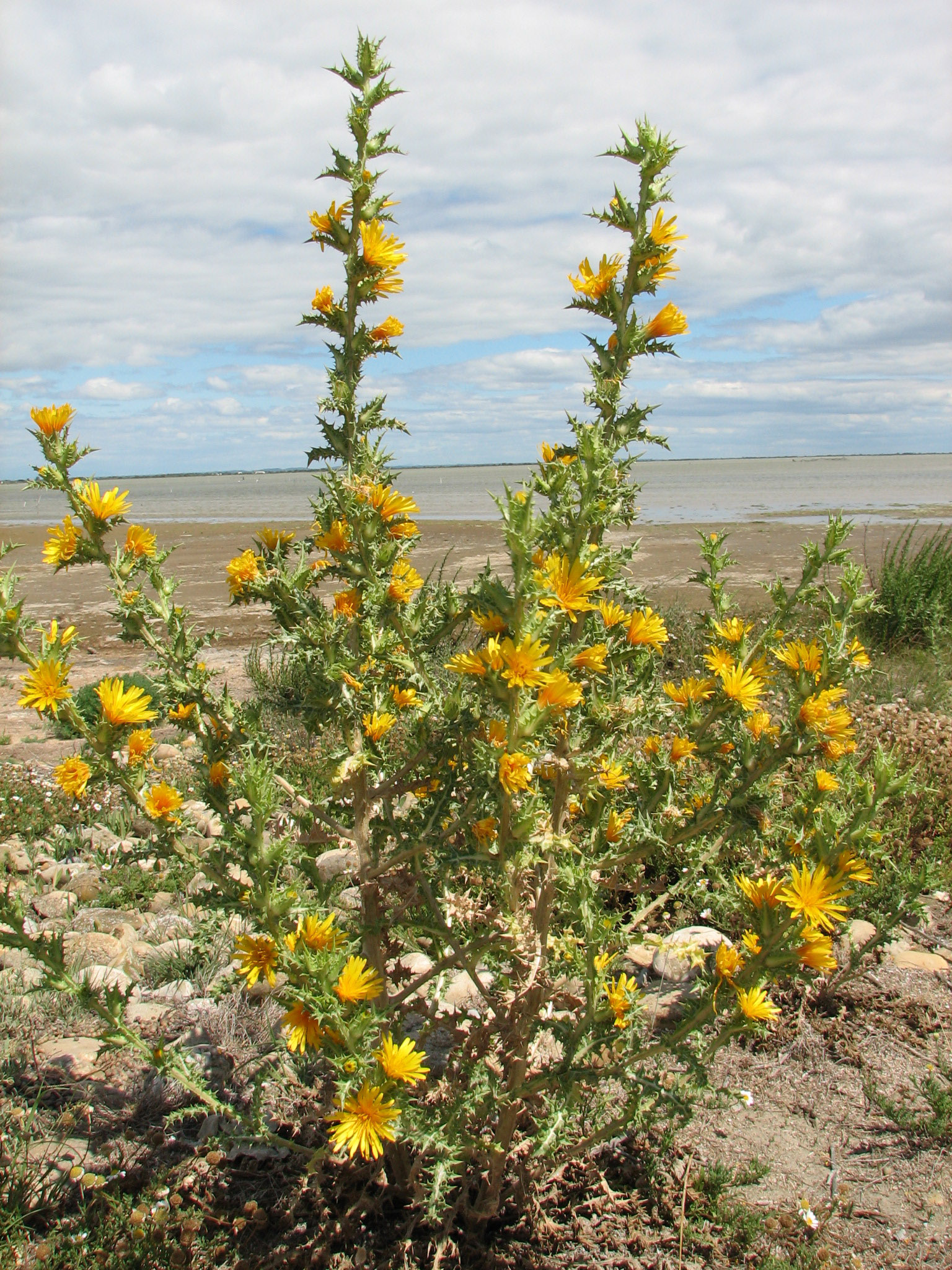